# Casalvecchio Siculo
Casalvecchio Siculo es una localidad italiana de la provincia de Mesina, región de Sicilia, con 1.009 habitantes.

Ubicación de la ciudad de Casalvecchio Siculo dentro de la provincia de Mesina.

## Evolución demográfica
| Gráfica de evolución demográfica de Casalvecchio Siculo entre 1861 y 2001 |
|                                                                           |
| Fuente ISTAT - Elaboración gráfica por parte de Wikipedia                 |